# Thumathoides fumosa
Thumathoides fumosa là một loài bướm đêm thuộc phân họ Arctiinae, họ Erebidae.